# Brandwijk
Brandwijk est un village qui fait partie de la commune de Molenlanden dans la province néerlandaise de Hollande-Méridionale.

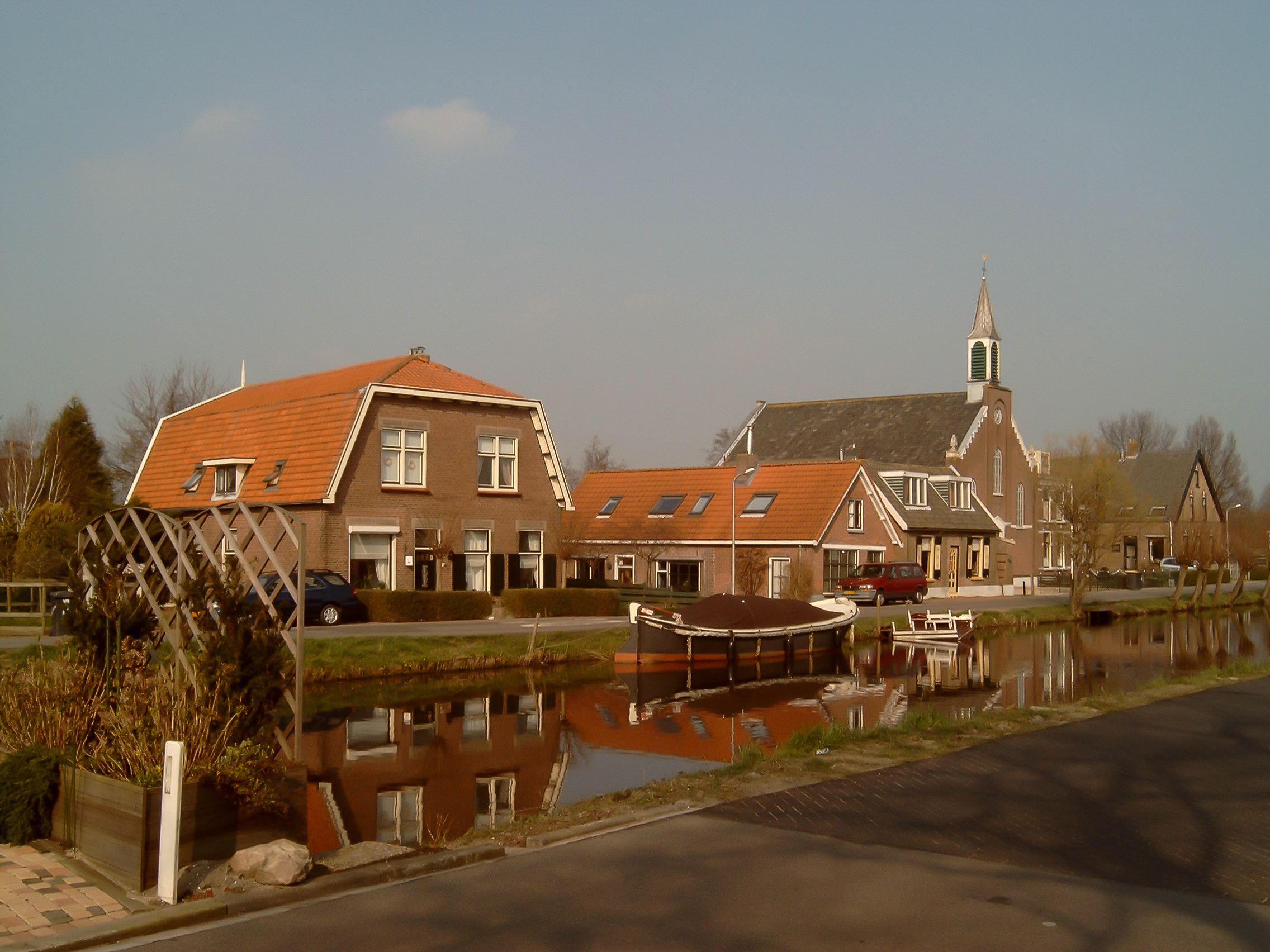
Vue sur Brandwijk

Brandwijk a été une commune indépendante jusqu'au 1er janvier 1986. Elle a fusionné avec Bleskensgraaf en Hofwegen, Molenaarsgraaf, Goudriaan, Wijngaarden, Ottoland et Oud-Alblas pour former la nouvelle commune de Graafstroom.